# Raymond Russell (bokser)
Raymond Narville Russell (ur. 1 maja 1940 w Cincinnati) – amerykański bokser, mistrz igrzysk panamerykańskich, olimpijczyk.
Startował w wadze półciężkiej (do 81 kg). Zdobył złoty medal w tej kategorii na igrzyskach panamerykańskich w 1971 w Cali po zwycięstwie w finale nad Brazylijczykiem Waldemarem de Oliveirą. 
Na igrzyskach olimpijskich w 1972 w Monachium wygrał ze Stevenem Thegą z Kenii, a w następnej walce uległ późniejszemu brązowemu medaliście Januszowi Gortatowi i odpadł z turnieju.
Był zawodowym żołnierzem United States Marine Corps. Nie został bokserem zawodowym.